# Congo-Kinshasa
Congo-Kinshasa (uitspr.: [ˈkɔŋɣo]), officieel de Democratische Republiek Congo, kortweg DRC (Frans: République démocratique du Congo), is een land in centraal Afrika. Ter onderscheiding van het gelijknamige buurland wordt de naam van de hoofdstad Kinshasa aan de naam van het land toegevoegd als Congo-Kinshasa (uitspr.: [ˌkɔŋɣo kɪnˈʃɑsa]). Op basis van landoppervlakte is de DRC het op één na grootste land in Afrika en het op elf na grootste ter wereld. Met een bevolking van ongeveer 112 miljoen is Congo-Kinshasa het meest bevolkte Franstalige land ter wereld. De nationale hoofdstad en grootste stad is Kinshasa, dat ook het economische centrum is. Het land wordt begrensd door Congo-Brazzaville, de Centraal-Afrikaanse Republiek, Zuid-Soedan, Oeganda, Rwanda, Burundi, Tanzania (aan de overkant van het Tanganyikameer), Zambia, Angola, de exclave Cabinda van Angola en de Zuid-Atlantische Oceaan.

## Etymologie
Van 1885 tot 1908 stond het grondgebied dat later een Belgische kolonie zou worden bekend als de Onafhankelijke Congostaat. Een staat onder het persoonlijke bewind van de Belgische koning Leopold II. In 1908 werd de Onafhankelijke Congostaat overgedragen aan België en kreeg het de status van kolonie onder de naam Belgisch-Congo.
Bij de onafhankelijkheid op 30 juni 1960 werd het land de Republiek Congo genoemd. De naam "Congo" is afgeleid van het Kongovolk en verwijst naar het historische Koninkrijk Kongo. Tot 1966 werd de nieuwe republiek vaak aangeduid als "Congo-Leopoldstad" om verwarring te vermijden met de Republiek Congo (Congo-Brazzaville), het buurland met een gelijkaardige naam. In 1966 werd de hoofdstad Leopoldstad hernoemd tot Kinshasa, en sindsdien werd de naam van het land vaak vermeld als "Congo-Kinshasa".
Met de grondwetswijziging van augustus 1964 werd de officiële naam van het land gewijzigd in "Democratische Republiek Congo" (DRC). Na de staatsgreep van Joseph-Désiré Mobutu in 1965 onderging het land in 1971 een naamswijziging en werd het bekend als "Republiek Zaïre", een naam die ook werd toegekend aan de Kongorivier. De term "Zaïre" was een verbastering van een lokale benaming voor de rivier, overgenomen door Portugese ontdekkingsreizigers in de 16e eeuw.
In 1997, na de Eerste Congolese Burgeroorlog en de machtsovername door Laurent-Désiré Kabila, kreeg het land opnieuw de naam "Democratische Republiek Congo", een benaming die tot op heden in gebruik is.

## Geschiedenis

### Prekoloniale periode

#### Prehistorie
Het gebied dat tegenwoordig de Democratische Republiek Congo omvat, kent een zeer vroege menselijke aanwezigheid, met archeologische bewijzen die teruggaan tot circa 400.000 jaar geleden. De oudste sporen wijzen op de aanwezigheid van de Homo heidelbergensis, terwijl de Homo sapiens zich waarschijnlijk tussen 300.000 en 200.000 jaar geleden in de regio vestigde.
Twee belangrijke archeologische vindplaatsen, Katanda en Ishango, leveren bewijs van vroege technologische en cognitieve ontwikkeling. De vondsten in Katanda, die dateren van circa 90.000 jaar geleden, bestaan uit bewerkte botwerktuigen, waaronder verfijnde harpoenen, wat wijst op een gespecialiseerde visvangsttraditie. De Ishango-beenderen, gedateerd op ongeveer 22.000 jaar geleden, worden beschouwd als een vroege vorm van numerieke notatie, wat duidt op wiskundig inzicht en mogelijk astronomische observaties binnen Laat-Paleolithische gemeenschappen.
Vanaf 10.000 v.Chr. werd de regio bewoond door jagers-verzamelaars, waaronder de voorouders van de hedendaagse pygmeeën. Tussen 2000 v.Chr. en 500 n.Chr. vond de Bantoe-expansie plaats, waarbij migrerende groepen vanuit het noordwesten landbouw, ijzerbewerking en nieuwe sociale structuren introduceerden. Naast de Bantoe-expansie droegen latere migraties bij aan de etnische en linguïstische diversiteit van de regio. Vanaf de vroege middeleeuwen arriveerden groepen vanuit Darfoer en Kordofan (het huidige Soedan) in het noordoosten en vanuit Oost-Afrika in het oosten. Ondanks deze interacties bleef de Bantoe-taalfamilie dominant.

#### Proto-Kongo Periode (1000-1395)
De voorlopers van het Koninkrijk Kongo bestonden uit verschillende Bantu-sprekende gemeenschappen. Deze dorpssamenlevingen leefden van landbouw, visserij en handel, waarbij koper, ivoor en zout belangrijke handelsgoederen waren. Tussen 1000 en 1395 ontstonden er grotere Koninkrijken. In de 13e eeuw waren er drie grote confederaties van staten in het westelijke Kongobekken. In het oosten lagen de Zeven koninkrijken van Kongo dia Nlaza, die als de oudste en machtigste worden beschouwd. Hiertoe behoorden waarschijnlijk Nsundi, Mbata, Mpangu en mogelijk Kundi en Okanga. Ten zuiden hiervan lagen de Geconfedereerde Staten van Mpemba. Deze confederatie omvatte verschillende koninkrijken zoals Mpemba Kasi en Vunda. In het westen, aan de overkant van de Kongorivier, bevond zich een confederatie van drie kleine staten: Vungu, Kakongo en Ngoyo.
Volgens de Kongo-traditie uit de 17e eeuw vond het koninkrijk zijn oorsprong in Vungu, dat zijn invloed uitbreidde over Kongo tot aan Mpemba Kasi. Dit gebied vormde het noordelijkste deel van Mpemba, waarvan de hoofdstad ongeveer 150 mijl zuidelijker lag. Een dynastie van heersers uit deze gemeenschap vestigde haar macht langs de Kwiluvallei, ook wel Nsi a Kwilu genoemd, centraliseerde de politieke macht en ontwikkelde hiërarchische structuren. In de late 14e eeuw verenigde Lukeni lua Nimi, een leider afkomstig uit de Geconfedereerde Staten van Mpemba, verschillende Koninkrijken en vestigde Mbanza Kongo als hoofdstad, waarmee hij de basis legde voor het Koninkrijk Kongo.

##### Koninkrijk Kongo (1395-1914)
Tegen de 15e eeuw was het koninkrijk Kongo de dominante politieke macht in het Kongogebied. Dit was een hoger ontwikkelde staat in het zuidwesten van Congo-Kinshasa en het noorden van Angola. Op zijn hoogtepunt strekte het rijk zich uit van de Atlantische Oceaan in het westen tot de rivier de Kwango in het oosten, en van de rivier de Kongo in het noorden tot de rivier de Loje in het zuiden. Het was een koninkrijk, met aan het hoofd de Mwene Kongo (Manikongo) die heerste over de Bakongo vanuit zijn hoofdstad M'banza-Kongo. Het rijk vormde het centrum voor een intensieve handel van grote hoeveelheden ivoor in Centraal-Afrika, en er werd koperwerk, raffiakledij en aardewerk geproduceerd, naast de natuurlijke producten. Deze handelsgoederen zouden, naast de slaven, de ruggengraat vormen van de handel van Kongo met de Europeanen (vooral de Portugezen).

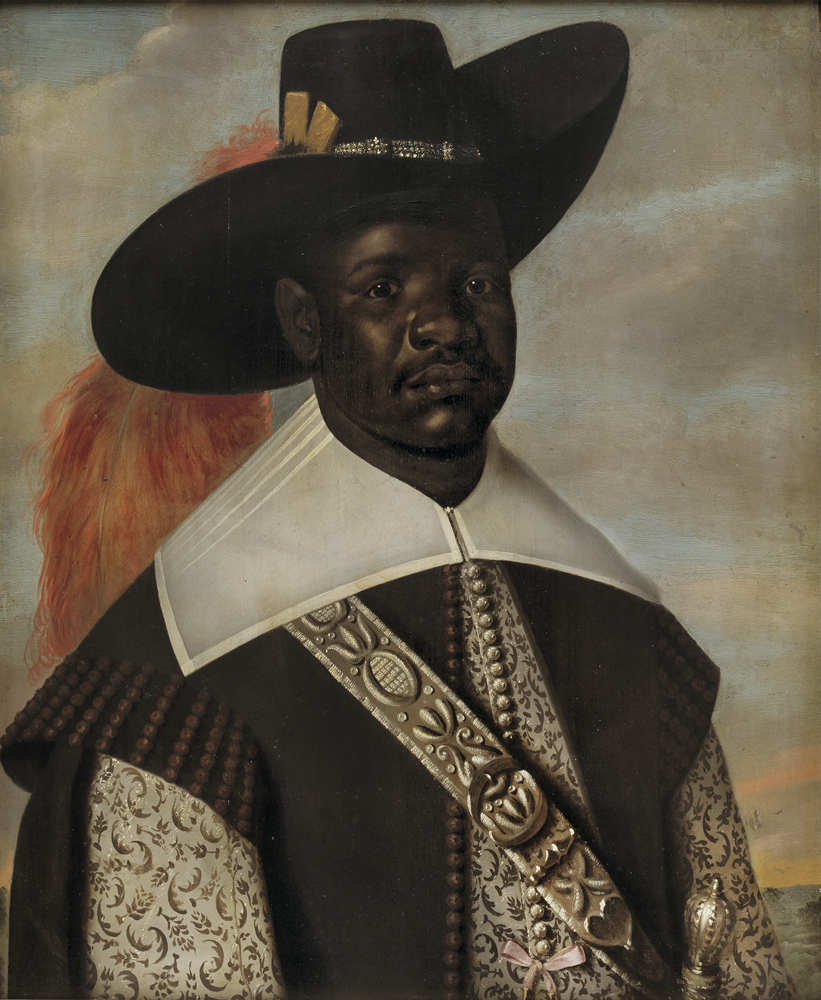
Dom Miguel de Castro was in de jaren 1640 ambassadeur van het koninkrijk Kongo in Nederland.

De slavenhandel was een belangrijke factor in de ondergang van het koninkrijk, omdat de Europese slavenhandelaars een groot percentage van de bevolking wegvoerden. Hoewel historische bronnen schaars zijn, is duidelijk dat de Kongo-beschaving geavanceerd was. Zo was er bijvoorbeeld een nauwkeurig systeem van belastingheffing, en een officiële Kongo-taal.

#### Overige Koninkrijken en staten
Verder landinwaarts ontwikkelden zich complexe staatsvormen zoals het Luba- en Lunda-rijk, die bekendstonden om hun efficiënte politieke structuren en uitgebreide handelsroutes. Het Luba-rijk, dat rond de 17e eeuw ontstond, werd bestuurd door de Mulopwe en kenmerkte zich door een gedecentraliseerd maar gestructureerd systeem waarin clanhoofden een integrale rol vervulden. Het Lunda-rijk, dat voortkwam uit de Luba-tradities, breidde zijn invloed uit over een aanzienlijk gebied en vestigde een dynastiek bestuurssysteem waarin onderworpen regio’s via tribuutplichten en familiale verbindingen met de centrale macht geïntegreerd werden. Het Koninkrijk Laongo, gelegen aan de Atlantische kust, was een belangrijke maritieme macht en fungeerde als knooppunt binnen de trans-Atlantische en regionale handel. Het Koninkrijk Kuba, bekend om haar verfijnde artistieke tradities, was een federatief georganiseerde staat met een sterke nadruk op sociale hiërarchie en institutionele stabiliteit.
Het Sultanaat Utetera was een minder bekende, maar invloedrijke politieke entiteit in het oostelijke deel van het huidige Congo. Dit sultanaat ontstond in de 18e en 19e eeuw als een handels- en machtscentrum in de uitgestrekte netwerken die Centraal-Afrika verbonden met de Swahili-handelsroutes aan de oostkust van Afrika. Het bestuur van Utetera was sterk beïnvloed door islamitische administratieve en juridische tradities, wat het onderscheidde van veel andere koninkrijken in de regio. In het zuiden speelden Het Koninkrijk Yeke een belangrijke rol in de controle over handelsroutes richting zuidelijk Afrika, waarbij zij zich specialiseerden in de circulatie van goederen en militaire expansie. Naast deze dominante staten bestonden er talrijke andere politieke entiteiten met diverse bestuursvormen en economische specialisaties.

### Koloniale periode (1885-1960)

#### Eerste Europese expedities (1870-1877)
Vanaf de jaren 1870 begonnen Europese ontdekkingsreizigers, waaronder David Livingstone en Verney Lovett Cameron, systematische verkenningen van het Congolese binnenland. Hun expedities, die werden gedreven door zowel wetenschappelijke als commerciële motieven, markeerden de eerste gedocumenteerde Europese pogingen om de geografische en sociaaleconomische structuren van de regio in kaart te brengen.

#### Begin van de koloniale onderneming (1877-1885)
Op 15 april 1877 stuurde koning Leopold II van België een eerste expeditie naar Centraal-Afrika, opererend onder de vlag van de Association internationale africaine. De expeditie, bestaande uit vier Belgen die vertrokken vanuit Zanzibar, had als doel een wetenschappelijke post te vestigen in Karema, in het huidige Tanzania. Voordat de groep echter het binnenland bereikte, kwamen twee leden om het leven, respectievelijk door een zonnesteek en een ernstige koortsaanval. De overgebleven expeditieleden besloten daarop hun missie te staken. Deze tegenslagen maakten Leopold duidelijk dat het noodzakelijk was ervaren en capabele individuen te betrekken bij zijn Afrikaanse onderneming. Aanvankelijk probeerde hij Pierre Savorgnan de Brazza te rekruteren, maar deze was reeds in Franse dienst. Uiteindelijk vestigde zijn aandacht zich op Henry Morton Stanley.

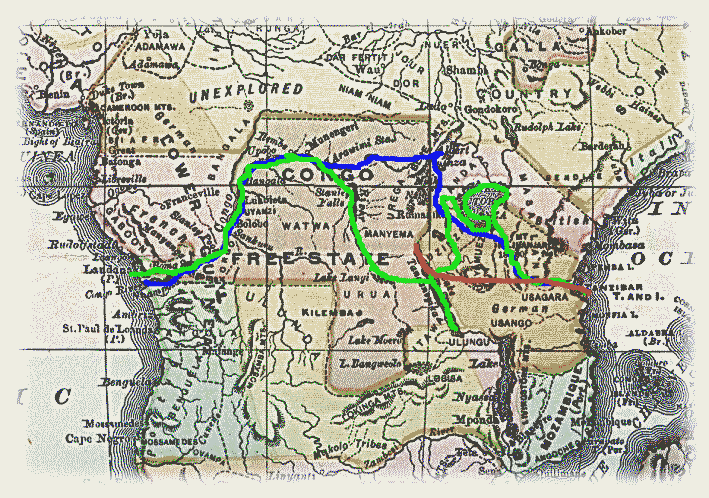
Routes van Stanley's expedities in Centraal Africa

In 1879 vertrok Stanley naar Afrika als vertegenwoordiger van het Comité d’études du Haut-Congo, een organisatie die formeel als wetenschappelijk onderzoekscomité fungeerde, maar feitelijk als dekmantel diende voor de territoriale ambities van Leopold. De koning had Stanley expliciete instructies gegeven over de te volgen strategie, waarbij de nadruk lag op maximale gebiedsuitbreiding en het uitsluiten van inheemse politieke participatie.
Stanley rapporteerde over de sociale en economische structuren die hij in het Kongobekken aantrof, maar zijn verslagen weerspiegelden tevens een koloniale mentaliteit die het Afrikaanse binnenland beschouwde als een gebied dat moest worden onderworpen en geëxploiteerd. Terwijl hij voortging met de oprichting van handelsposten, werd hij geconfronteerd met Franse expansie onder leiding van Pierre Savorgnan de Brazza. De Franse expedities sloten parallelle verdragen met inheemse heersers en vestigden een handelsnederzetting die later Brazzaville zou worden. Leopold beschouwde deze Franse aanwezigheid als een directe bedreiging voor zijn plannen en gaf Stanley opdracht om de verdragen met lokale leiders zo te formaliseren dat zij effectief hun soevereiniteit overdroegen aan de Association internationale du Congo.

##### Koloniale conferentie van Berlijn (1884-1885)
Om zijn territoriale aanspraken te laten erkennen, initieerde Leopold diplomatiek overleg op internationaal niveau. Hij stuurde een delegatie naar de Koloniale conferentie van Berlijn om de grenzen van de door Stanley afgebakende gebieden te laten vastleggen. Dit resulteerde in de ondertekening van de Akte van Berlijn op 26 februari 1885, waarin werd bepaald dat het Kongobekken een vrijhandelszone zou worden en waarin de strijd tegen slavernij werd vastgelegd.

#### Onafhankelijke Congostaat (1885-1908)

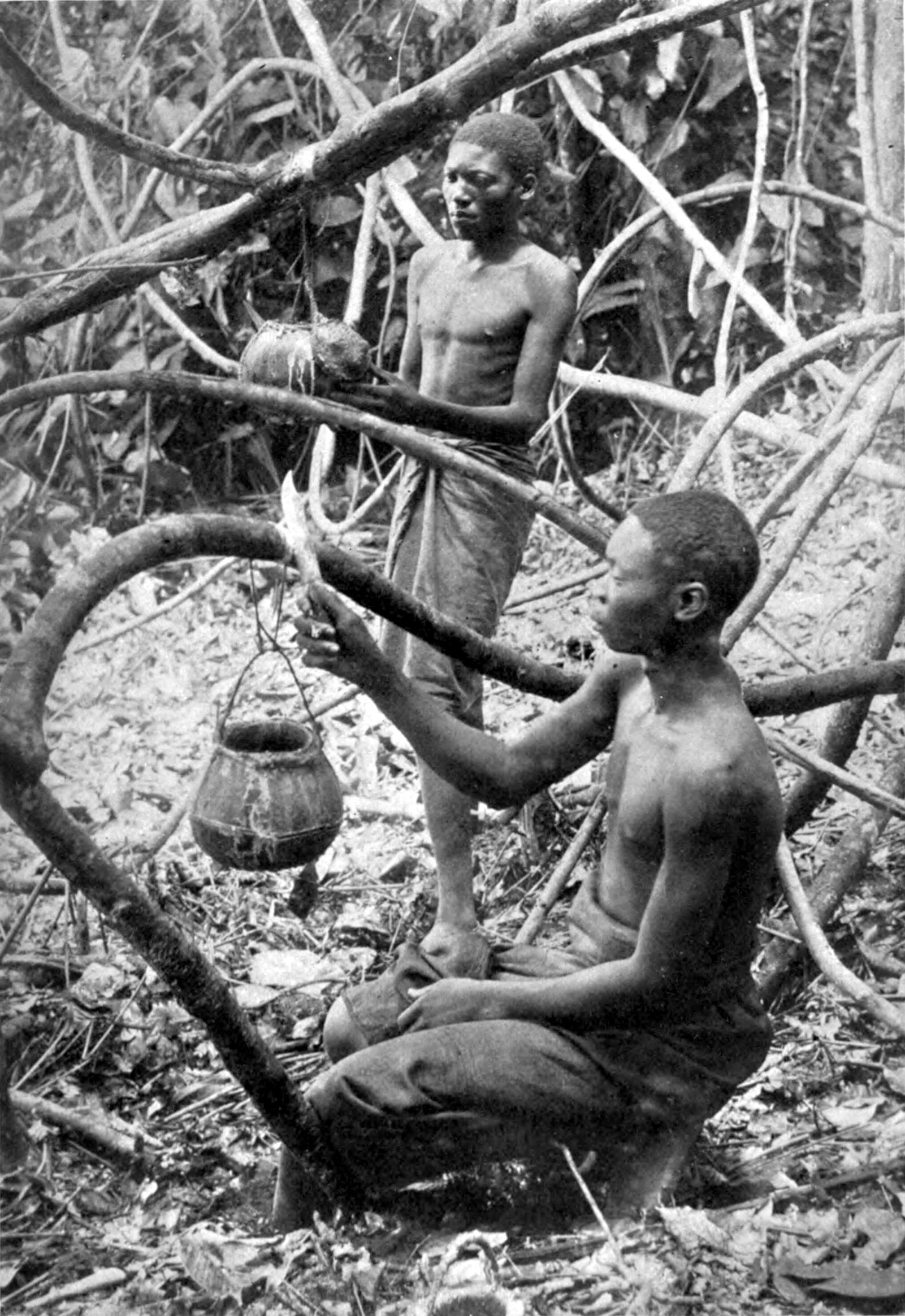
Congolese arbeiders tappen rubber bij Lusambo in Kasaï

Congolese mannen met afgesneden handen in Baringa, mei 1904

Na het vestigen van zijn macht diende Leopold de Onafhankelijke Congostaat vervolgens uit te bouwen. Leopold heerste als een absoluut vorst en liet zich bijstaan door een privéleger en een regering, bestaande uit administrateurs-generaal. 
De eerste jaren was de Congostaat zwaar verlieslatend. De opkomende auto-industrie deed de vraag naar rubber evenwel gevoelig stijgen. Deze grondstof was overvloedig aanwezig in Congo in de vorm van rubberlianen. De handel in rubber zou de Onafhankelijke Congostaat winstgevend maken. Verschillende rubbervenootschappen verwierven concessies ter exploitatie van het gebied. Voorbeelden van zulke venootschappen zijn de Société anversoise du commerce au Congo, de Compagnie du Katanga, de Compagnie des Grands Lacs en de Anglo-Belgian India Rubber Company (ABIR).
Het oogsten gebeurde door het inkerven van lianen die tot hoog in de bomen groeiden. Dit gevaarlijke werk werd overgelaten aan de mannelijke inlanders, die verplicht waren een jaarlijkse hoeveelheid op te brengen bij wijze van belasting (prestation). Dorpen die de quota niet haalden, kregen te maken met de sentinels van de concessiemaatschappij. Deze gewapende privé-milities werden gerekruteerd uit de wildste stammen, waarbij kannibale gebruiken zoals bij de Zappo-Zap eerder tot aanbeveling strekten. Het Congolese rubber werd door E.D. Morel bedacht met de bijnaam 'rood rubber', naar de bloedige misbruiken die gepaard gingen met het systeem van dwangarbeid zonder wettelijke basis.
Vanuit verschillende landen, en dan vooral vanuit het Verenigd Koninkrijk, groeide de kritiek op de misstanden in de Onafhankelijke Congostaat. In 1902 verscheen bijvoorbeeld Heart of Darkness van de Pools-Britse auteur Joseph Conrad. Roger Casement, de Britse consul in Matadi, schreef een vernietigend rapport over de mishandeling van de inlanders. Samen met Edmund Dene Morel richtte Casement overigens de Congo Reform Association op. Morel, een Brits auteur, schreef in 1906 Red Rubber, een aanklacht tegen het schrikbewind in de Congostaat. Edvard Sjöblom, een Zweedse missionaris die actief was in de Congostaat, was getuige van het schrikbewind tegen de inheemse bevolking omtrent de rubberwinning door middel van dwangarbeid en bracht deze wantoestanden ter sprake in de Europese publieke opinie.
Ook vanuit andere landen werd het bewind in de Congostaat bekritiseerd. Zo schreef de Amerikaanse auteur Mark Twain bijvoorbeeld King Leopold's Soliloquy, een satirisch pamflet tegen Leopold II. De internationale druk op de schouders van de Souverein zou in de eerste jaren van de 20e eeuw verder blijven toenemen.
Om de kritiek te pareren richtte Leopold de Commissie-Janssens op, een onderzoeksorgaan dat de wanpraktijken tegenover de inheemse bevolking, zoals aangeklaagd in het rapport-Casement, moest verifiëren. Hoewel de commissie geïnitieerd was door de vorst en niet doordrong in de gebieden van intensieve rubberwinning, leverde ze een rapport af dat veel van de beschuldigingen bevestigde.
Uiteindelijk nam België op 15 november 1908 officieel de Onafhankelijke Congostaat over van Leopold II. De soeverein zou een jaar later sterven, op 17 december 1909. Tot 1960 zou het gebied een Belgische kolonie zijn onder de naam Belgisch-Congo

#### Belgisch-Congo (1908-1960)

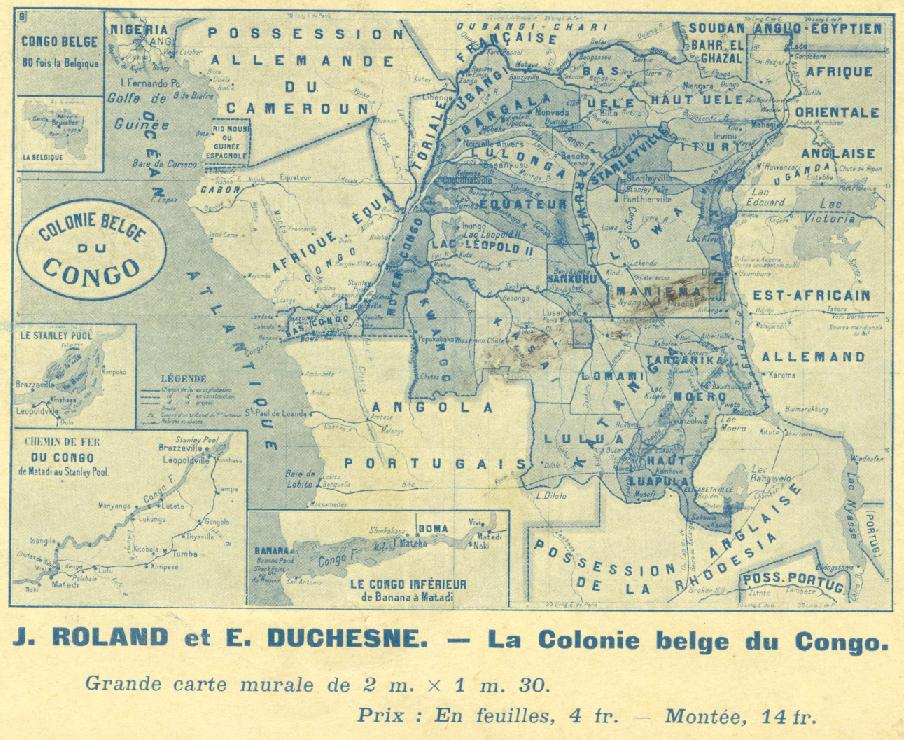
Kaart van Belgisch-Congo uit 1914.

De overname van Congo door België werd enerzijds gekenmerkt door continuïteit. Zo bleef de laatste gouverneur-generaal van de Onafhankelijke Congostaat, baron Wahis, in dienst als gouverneur-generaal van Belgisch-Congo, en met hem het merendeel van het oude bestuur. Ook bleef de klemtoon duidelijk liggen op de economische ontsluiting van het massieve Congobekken, en in het bijzonder van het ertsrijke Katanga, dat bovendien tegenover al dan niet vermeende Britse aanspraken verdedigd diende te worden. Tegelijk werden ook min of meer ingrijpende veranderingen doorgevoerd. Zo werd de ongebreidelde en vaak gewelddadige economische exploitatie, waar voornamelijk de private concessiemaatschappijen zich schuldig aan maakten, enigszins ingetoomd. Het Koloniale Charter verbood vooral tussen 1908 en 1914 expliciet elke vorm van dwangarbeid. Dit verbod werd echter niet gehandhaafd. Door de Eerste Wereldoorlog viel de Belgische staatscontrole op het verbod namelijk grotendeels weg. De concessiemaatschappijen konden daardoor een macht verwerven die ze zich na de oorlog haast niet meer lieten ontnemen, zodat in de praktijk dwangarbeid, in verschillende vormen en gradaties, bleef voorkomen tot na de Tweede Wereldoorlog. Wel werden geleidelijk meer middelen vrijgemaakt voor onderwijs en gezondheidszorg.
Belgisch-Congo was direct betrokken in de beide wereldoorlogen. Tijdens de Eerste Wereldoorlog werd een langdurige patstelling tussen de Openbare Weermacht (Force Publique) en het Duitse koloniale leger in Duits-Oost-Afrika doorbroken door een gezamenlijk Brits-Belgisch offensief in 1916. De Openbare Weermacht onder het bevel van generaal Tombeur behaalde in september 1916 een belangrijke overwinning door de verovering van Tabora, gelegen in het huidige Tanzania. Tijdens de Tweede Wereldoorlog was Belgisch-Congo een cruciale inkomstenbron voor de Belgische regering in ballingschap in Londen. De Openbare Weermacht nam opnieuw deel aan de geallieerde veldtochten in Afrika. Congolese troepen onder Belgisch commando vochten voornamelijk tegen het Italiaanse koloniale leger in Ethiopië.

##### Weg naar de onafhankelijkheid

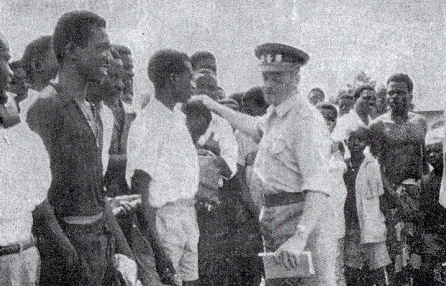
Generaal Émile Janssens spreekt met burgers in Leopoldstad na de rellen van 4 januari 1959. Janssens had de leiding over het onderdrukken van de onrust.

Bij het begin van de jaren 1950 was van een politieke ontvoogdingsstrijd – laat staan van een onafhankelijkheidsstreven – onder de Congolese elites nog geen sprake. Toch was het duidelijk dat Belgisch-Congo niet immuun kon blijven voor de ontwikkelingen die sedert het einde van de Tweede Wereldoorlog de koloniale zekerheden aan het wankelen brachten. De onafhankelijkheid van de Britse, Franse en Nederlandse kolonies in Azië, onmiddellijk na de Tweede Wereldoorlog, maar meer nog de onafhankelijkheid van Ghana in 1957 en de opflakkerende onafhankelijkheidsoorlog in Algerije, oefenden zeker een invloed uit. In 1955, na het bezoek van koning Boudewijn aan de kolonie, bond Jef Van Bilsen de kat de bel aan door de publicatie van een opgemerkt "Dertigjaren plan voor de politieke ontvoogding van Belgisch Afrika" in de Gids op Maatschappelijk Gebied. Het kreeg bijval van een groep rond de latere aartsbisschop Joseph Malula. Toen de Franse president De Gaulle in augustus 1958 in Brazzaville de Franse kolonies in Afrika de vrije keuze bood tussen een blijvende associatie met Frankrijk of de volledige onafhankelijkheid, ging dit niet onopgemerkt voorbij in Leopoldstad, aan de overkant van de rivier de Kongo.
De politieke organisatie in Belgisch-Congo stond in het midden van de jaren vijftig nog in de kinderschoenen. De eerste semipolitieke organisaties waren meestal op etnische leest geschoeid, zoals de Association des Bakongos (ABAKO) van Joseph Kasavubu die in 1950 werd gesticht. In juli 1956 publiceerde de christendemocratisch geïnspireerde groep Conscience africaine een manifest dat in gematigde termen opriep tot de emancipatie van Congo. Het waarschuwde dat een te laat uitgestoken hand wel eens geweigerd kon worden. Tegenover deze snel groeiende aspiraties verliepen de hervormingen op het terrein erg moeizaam.
In december 1957 werden dan toch de eerste gemeentelijke verkiezingen in Belgisch-Congo georganiseerd waaraan de Congolezen mochten deelnemen, weliswaar enkel in Leopoldstad, Elisabethstad en Jadotstad. Deze leidden tot een duidelijke politisering, bijzonder in Leopoldstad. Een echt keerpunt was de vernederende, maar ook verhelderende manier waarop België zijn kolonie presenteerde op de wereldtentoonstelling Expo 58 in Brussel. De aanwezige leiders van Belgisch-Congo observeerden het leven in België en namen kennis van de onafhankelijkheidsstrijd in andere kolonies. Ook konden ze hier vrijuit contact maken, wat in eigen land praktisch onmogelijk was.
Het Congolese streven naar onafhankelijkheid kwam in een stroomversnelling. Minister Pétillon richtte in juli de "werkgroep voor de studie van de politieke problemen in Belgisch-Kongo" op. In oktober 1958 werd het Mouvement National Congolais (MNC) opgericht, dat zich als nationale beweging boven de stammen stelde, en waarin Patrice Lumumba al gauw een leidende rol speelde.
Op 4 januari 1959 braken in Leopoldstad onverwacht zware rellen uit toen een verboden manifestatie van de ABAKO uit de hand liep. De ordediensten hadden enkele dagen nodig om de situatie opnieuw onder controle te krijgen en er vielen talrijke doden. De uitbarsting van geweld bracht een schokgolf teweeg. Op 13 januari 1959 kondigde koning Boudewijn in een radiotoespraak aan dat België aanstuurde op de volledige onafhankelijkheid van Congo "zonder dralen, maar ook zonder lichtzinnige overhaasting".

###### Rondetafelconferentie (1960)

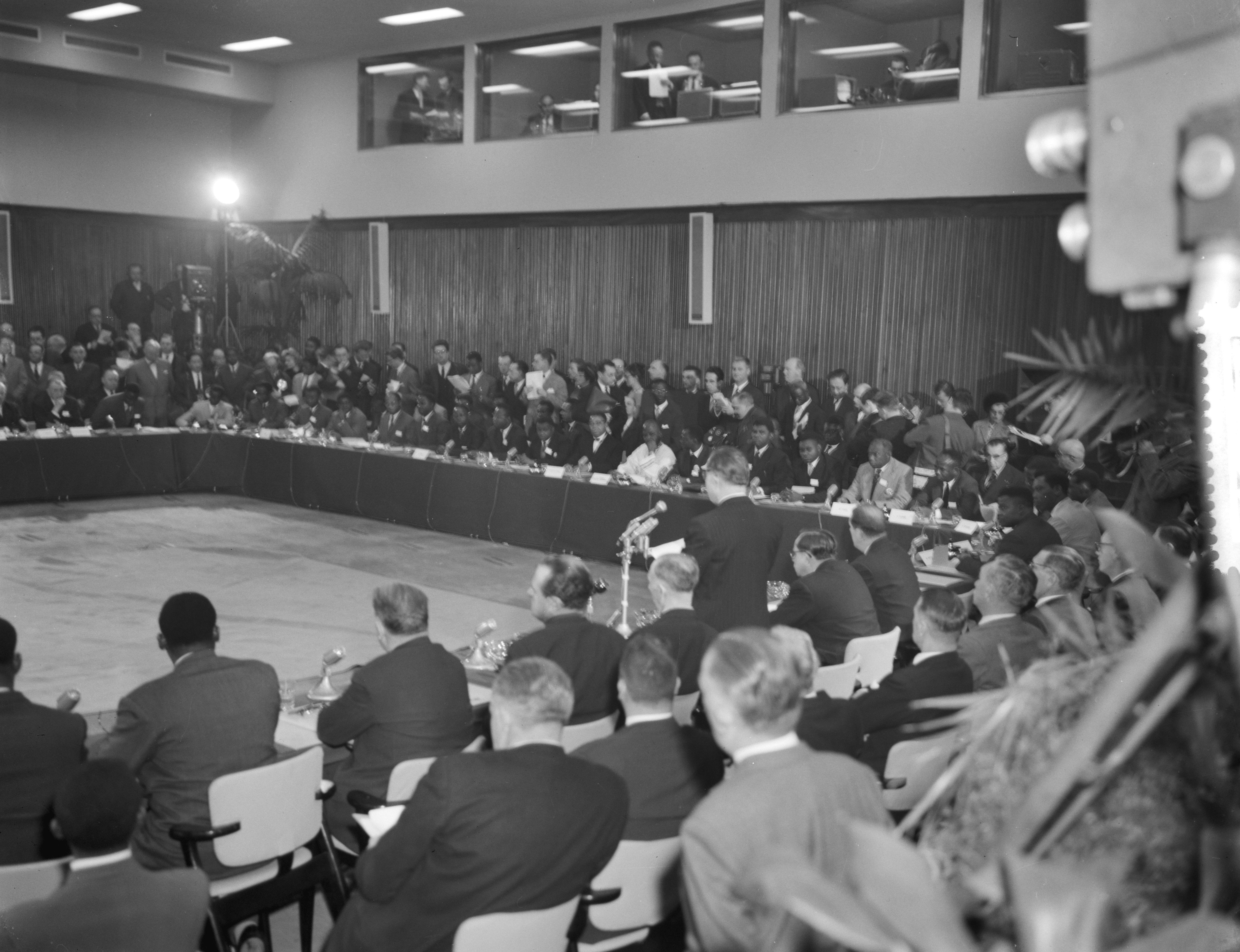
Openingsvergadering van de Belgisch-Congolese rondetafelconferentie op 20 januari 1960

Zonder zich vast te pinnen op een onafhankelijkheidsdatum, stond de regering-Eyskens een meerjarige overgangsfase voor ogen, met vrije provinciale verkiezingen in december 1959 en vervolgens nationale verkiezingen. Zo zou een Congolese democratie worden gevestigd, waarna de bestuurlijke bevoegdheden geleidelijk zouden worden overgedragen aan een Congolees bestuur. Dit voldeed niet voor de Congolezen, waarop in januari 1960 in Brussel een rondetafelconferentie georganiseerd werd. Hierop werden ook de voornaamste Congolese politieke leiders uitgenodigd. De rondetafelconferentie werd het verrassend snel eens op de voornaamste punten, vooral dankzij het eensgezinde optreden van de Congolese delegatie: algemene verkiezingen in mei 1960 en de totale onafhankelijkheid op 30 juni, de zogenaamde Dipenda. Deze onafhankelijkheidsdatum (twee maanden na de conferentie), was zowel voor de Belgische kolonialen als voor de Congolezen zelf een grote verrassing. De relatief kleine groep évolués kreeg nauwelijks de tijd om zich op de nieuwe verantwoordelijkheid voor te bereiden.

### Postkoloniale periode (1960-heden)

#### Eerste Republiek (1960-1971)
Kort na de onafhankelijkheid van Congo kwam het Congolese leger in opstand, wat het begin betekende van de Congocrisis. Ondanks de inspanningen van premier Lumumba om de troepen te kalmeren, verslechterde de situatie. Katanga en Zuid-Kasaï verklaarden vervolgens hun onafhankelijkheid van de centrale regering. De Verenigde Naties (VN) organiseerden een vredesoperatie en stuurden troepen naar Congo. Op 5 september ontsloeg president Kasavubu Lumumba uit zijn functie. De regering werd verlamd door de politieke strijd die daarop volgde, en op 14 september kondigde kolonel Joseph-Désiré Mobutu een overname aan in Leopoldstad en de installatie van zijn eigen administratie. Twee dagen later werd Lumumba onder huisarrest geplaatst. Tegen oktober waren de aanhangers van de premier ervan overtuigd dat weinig van hun doelen konden worden bereikt via de nieuwe regering. Antoine Gizenga, Lumumba's vicepremier, vertrok op 13 november naar Stanleystad om zijn eigen regering te vormen.
Na vijf jaar van extreme instabiliteit en burgerlijke onrust pleegde Joseph-Désiré Mobutu, destijds luitenant-generaal, een door de CIA gesteunde staatsgreep in 1965 waarbij hij Kasavubu omverwierp. Hij genoot de steun van de Verenigde Staten vanwege zijn felle oppositie tegen de Sovjet-Unie, wat hem naar verluidt een hindernis zou maken voor communistische activiteiten in Afrika.
Mobutu verklaarde zichzelf president voor een periode van vijf jaar, waarbij hij zei dat hij die tijd nodig had om de schade ongedaan te maken die de politici hadden toegebracht in de eerste vijf jaar van de onafhankelijkheid van het land. Binnen twee jaar richtte hij echter de Populaire Beweging van de Revolutie op als de enige wettige partij van het land. In 1970 stond hij alleen op het stembiljet bij de eerste rechtstreekse presidentsverkiezingen van het land. Twee weken later werd een enkele lijst van PMR-kandidaten verkozen tot de wetgevende macht. Voor alle praktische doeleinden was de Republiek Congo ten einde gekomen, maar het duurde nog een jaar voordat Mobutu officieel de naam van het land veranderde in Zaïre.

#### Tweede Republiek (1971-1997)

Vlag van het toenmalige Zaïre (1971-1997)

Na vijf jaar van onstabiliteit en wanorde zette Mobutu, nu luitenant-generaal, Kasavubu af in 1965. Hij installeerde een eenpartijstaat en riep zichzelf uit tot staatshoofd. Af en toe waren er verkiezingen waarbij hij de enige kandidaat was. Er ontstond een periode van relatieve vrede en stabiliteit, maar het regime werd regelmatig beschuldigd van mensenrechtenschendingen, onderdrukking en ongebreidelde corruptie. Het persoonlijke bezit van Mobutu werd in 1984 geschat op 4 miljard dollar, ongeveer even groot als de nationale schuld van Congo.
In een poging om de Afrikaanse bewustwording uit te dragen, hernoemde Mobutu als culturele dekolonisatie het land en de rivier naar Zaïre, en zichzelf Mobutu Sese Seko. Hij nationaliseerde in 1973 in één klap alle buitenlandse bedrijven (de zaïrisering), en kleine bedrijven in handen van buitenlanders werden verplicht een Zaïrees aan het hoofd te zetten. Drie jaar later was hij verplicht dit besluit terug te draaien.
In mei 1978 landden 1500 Belgische paracommando’s op de luchthaven Kamina om 2000 Belgen te evacueren. Deze dreigden het slachtoffer te worden van geweld tussen het Zaïrese leger en opstandelingen in Katanga.
In januari 1983 bezocht de Israëlische minister van defensie Ariël Sharon Zaïre. Hij sloot een overeenkomst met de regering daar dat Israël wapens en andere militaire hulp ging leveren. Israëlische militaire adviseurs gingen de Zaïrese strijdkrachten reorganiseren. Volgens hem was deze stap goed voor Israëls wapenexport en invloed in Afrika.
Na het uiteenvallen van de Sovjet-Unie bekoelden de relaties tussen Mobutu en de Verenigde Staten. Hij was niet langer nodig als een bondgenoot in de Koude Oorlog en de oppositie in Zaïre begon zich te roeren.
Op 24 april 1990 beloofde Mobutu de overgang naar een meerpartijenstelsel en riep de Derde Republiek uit. De daaropvolgende jaren raakte de oppositie er echter van overtuigd, dat echte democratie alleen mogelijk zou zijn door de verwijdering van Mobutu.

#### Derde Republiek (1997-heden)

Talen in Congo

Sinds 1994 werd Congo getroffen door etnische onlusten en burgeroorlog, mede door de instroom van vluchtelingen uit Rwanda en Burundi.

##### Laurent-Désiré Kabila (1997-2001)
Op 18 mei 1997 trokken de soldaten van de Alliantie van Democratische Krachten onder leiding van de Luba Laurent-Désiré Kabila de Zaïrese hoofdstad Kinshasa binnen, waar zij als bevrijders werden binnengehaald. Meer dan 3000 kilometer hadden zij gelopen sinds zij eind oktober 1996 aan hun overwinningstocht begonnen. Twee dagen later riep Kabila zichzelf uit tot president van Congo-Kinshasa. Daarmee kwam een eind aan het jarenlange bewind van dictator Mobutu Sese Seko, maar niet aan de strubbelingen. De burgeroorlog in Congo verergerde in 1998 toen rebellen met steun van Rwanda en Oeganda Congo vanuit het oosten binnenvielen en probeerden Laurent Kabila ten val te brengen. Twee van de bekendste rebellengroepen zijn de Beweging voor Congolese Bevrijding (MLC, door Oeganda gesteund), en de Congolese Unie voor Democratie (RCD, door Rwanda geholpen). Het conflict groeide uit tot de eerste Afrikaanse Wereldoorlog. Op 16 januari 2001 werd president Kabila vermoord door een lijfwacht tijdens een mislukte staatsgreep. Zoon Joseph nam de fakkel over.

##### Joseph Kabila (2001-2019)
Joseph Kabila, zoon van Laurent-Désiré, volgde zijn vader op. Rond de moord op zijn vader speelde lange tijd een rechtszaak. In december 2002 werd in Pretoria, onder druk van onder meer Zuid-Afrika en België een akkoord gesloten tussen de partij van Kabila, de rebellengroepen en de politieke oppositie. Deze afspraken leidden tot het vormen van een overgangsregering onder leiding van Joseph Kabila, waarin zowel de voormalige rebellen en de politieke oppositie ook posten kregen toegewezen. Enkel de grootste oppositiepartij, de UDPS onder leiding van Étienne Tshisekedi, is niet akkoord gegaan met de voorwaarden. Verder werd afgesproken dat er democratische verkiezingen zouden worden gehouden.
Op 30 juli 2006 hield Congo de eerste ronde van haar eerste echte verkiezingen sinds de onafhankelijkheid in 1960. Joseph Kabila kreeg 45% van de stemmen, en zijn voornaamste opponent Jean-Pierre Bemba kreeg 20%. Dit leidde tot twee dagen van straatgevechten in de hoofdstad tussen beide fracties. Hierbij kwamen 16 mensen om het leven voordat de politie en MONUC, de VN-missie, de controle over Kinshasa herstelden.
De tweede ronde van de verkiezingen werd gehouden op 29 oktober 2006. Opnieuw was er onrust: vernielde stembureaus in het oosten en verbrande stembrieven in het noorden. Toch waren de verkiezingen een succes. Zowel Kabila als Bemba verzekerden dat ze de uitslag zouden eerbiedigen, maar toch protesteerden de aanhangers van Bemba tegen de beslissing van het hooggerechtshof, dat de overwinning van Kabila bevestigde (58% tegen 42%). De rust keerde pas terug nadat Bemba zijn nederlaag aanvaard had en beloofd had de rol van democratische oppositieleider op zich te nemen. Op 22 maart 2007 braken in Kinshasa opnieuw gevechten uit tussen het regeringsleger en de privémilitie van Bemba. Bemba moest vluchten naar de ambassade van Zuid-Afrika.
De taak die Kabila te wachten stond, was echter niet eenvoudig, aangezien Congo (ook nu nog) geteisterd wordt door rebellengroepen, die opstanden ontketenen, mensen ontvoeren, vrouwen verkrachten en zelfs hele dorpen in brand steken.
In december 2016 had Joseph Kabila er twee termijnen opzitten. Grondwettelijk gezien zou hij geen derde termijn kunnen aanvatten. De presidentsverkiezingen, gepland voor november 2016, werden uitgesteld tot april 2018, en opnieuw tot uiteindelijk 30 december 2018. Volgens waarnemers van de katholieke kerk, hierin bevestigd door gegevens van de Financial Times, was Martin Fayulu de duidelijke winnaar, hoewel de officiële kiescommissie Félix Tshisekedi uitriep tot winnaar.

##### Félix Tshisekedi (2019-heden)
Op 24 januari 2019 legde de Luba Félix Tshisekedi de zoon van Étienne Tshisekedi de eed af als nieuwe president, na betwiste verkiezingen, die volgens waarnemers waren gewonnen door Martin Fayulu. In december 2021 ontsloeg Tshisekedi het voltallige bestuur van Gécamines, nadat uit het onderzoeksrapport Congo Hold-up was gebleken dat onder voorzitter Yuma miljoenen dollars waren verdwenen in de richting van de clan-Kabila.
Tijdens een officieel bezoek in juni 2022 gaf koning Filip een kostbaar Kakuungu-masker terug aan Congo, en drukte hij nogmaals zijn spijt uit ten aanzien van het Congolese volk: "Sommige Belgen die naar Congo gingen, gaven het beste van zichzelf en hielden van het land en de Congolezen, maar het systeem was onderdrukkend en stoelde op paternalisme, discriminatie en racisme".
Bij de presidentsverkiezingen van 20 december 2023 werd Tshisekedi herverkozen. De Congolese bisschoppen waren echter van oordeel “dat de onregelmatigheden en incidenten door hun omvang en reikwijdte de verkiezingen van 20 december 2023 tot een electorale ramp maken”.  De oppositie noemde de verkiezingen “frauduleus”.

## Burgeroorlogen en conflicten

### Prekoloniale periode

##### Eerste Portugese Oorlog (1641–1665)
Tussen 1641 en 1648 werkte het Koninkrijk Kongo samen met de Republiek der Zeven Verenigde Nederlanden in hun gezamenlijke strijd tegen Portugal. Nederlandse troepen van de West-Indische Compagnie veroverden in 1641 de havenstad Luanda, met actieve steun van Kongo. Deze samenwerking was gericht op het breken van de Portugese invloed in Angola. Toen Portugal Luanda in 1648 heroverde, verslechterden de verhoudingen opnieuw. De spanningen leidden uiteindelijk tot de Slag bij Mbwila in 1665, waarin koning António I van Kongo en een groot deel van zijn hofhouding werd gedood. De nederlaag leidde tot een politieke crisis en burgeroorlog binnen het rijk.

##### Kongolese Burgeroorlog (1655-1709)
De Kongolese Burgeroorlog was een opvolgingsstrijd tussen rivaliserende huizen van het koninkrijk Kongo. Gedurende de late 17e en vroege 18e eeuw vochten aanhangers van het Huis Kinlaza en het Huis Kimpanzu om de troon. Daarnaast mengden verschillende andere facties zich in de strijd, waaronder het Huis Água Rosada en het graafschap (later konikrijk) Soyo, die aanspraak maakten op afstamming van één of beide hoofdfracties. Tegen het einde van de oorlog was de ooit machtige hoofdstad van Kongo verwoest en werden veel Kongolezen tot slaaf gemaakt en afgevoerd via de Trans-Atlantische slavenhandel.

###### Tweede Portugese oorlog (1670–1680)
Na Mbwila trachtten Kongolese facties vergeefs om de Portugese invloed in Angola terug te dringen. Gedurende dit decennium vonden meerdere confrontaties plaats, maar Kongo slaagde er niet in het strategische evenwicht te herstellen. De centrale macht in het koninkrijk bleef zwak, wat leidde tot verdere fragmentatie.

###### Oorlog met Soyo (1670)
Tegelijk met de tweede Portugese oorlog brak een intern conflict uit tussen Kongo en de afvallige provincie Soyo. Soyo genoot Portugese militaire steun, versloeg herhaaldelijk de koninklijke legers, en bemoeide zich actief met de troonopvolging. Dit conflict verankerde de machtsversplintering in het rijk.

###### Derde Portugese oorlog (1700–1715)
In het begin van de 18e eeuw probeerde Kongo zich opnieuw te herstellen. Pogingen om een stabiele dynastie te vestigen en Portugese inmenging te beëindigen resulteerden in een laatste reeks confrontaties. Portugal erkende uiteindelijk een gematigde troonpretendent, maar het koninkrijk bleef instabiel en politiek verzwakt.

### Koloniale periode

##### Congo-Arabische Oorlog (1892-1894)
De Veldtochten van de Onafhankelijke Congostaat tegen het Sultanaat Utetera, ook bekend als de Congo-Arabische Oorlog, waren een reeks van militaire operaties die de Force Publique van de Onafhankelijke Congostaat tussen november 1892 tot januari 1894 ondernam tegen de machthebbers van het Sultanaat Utetera in het oosten van de huidige Democratische Republiek Congo. Deze Arabo-Swahili's, destijds Arabieren genoemd, waren handelaars die de regio de facto economisch domineerden, en zo in concurrentie kwamen met de regering van de Congostaat, die haar gezag over het gebied wilde laten gelden. De strijd werd gevoerd door lokale gezagsdragers van de Congostaat, aanvankelijk tegen hun orders in. Zij kregen te maken met grote problemen voor de bevoorrading van voedsel, munitie en manschappen. Slechts door enkele gelukkige treffers, eerder dan door strategisch weloverwogen beslissingen, konden zij het conflict in het voordeel van de Congostaat beslechten.

##### Eerste Wereldoorlog (1914-1918)
Belgisch-Congo werd tijdens de Eerste Wereldoorlog een actieve deelnemer aan de Afrikaanse veldtochten, met name tegen Duits-Oost-Afrika, na de Duitse inval in België op 4 augustus 1914. De kolonie leverde troepen via de Force Publique, produceerde grondstoffen zoals koper en rubber voor de geallieerde oorlogsinspanningen, en speelde een rol in de diplomatieke nasleep die leidde tot het Volkenbondsmandaat over Ruanda-Urundi.

##### Tweede Wereldoorlog (1940-1945)
De betrokkenheid van Belgisch-Congo bij de Tweede Wereldoorlog begon in mei 1940 na de Duitse invasie van België. Ondanks de snelle overgave van België bleef Congo actief aan de zijde van de geallieerden, onder bestuur van de Belgische regering in ballingschap. Op economisch vlak leverde Congo cruciale grondstoffen zoals koper en rubber aan het Verenigd Koninkrijk en de Verenigde Staten. Uranium uit de Congolese mijnen speelde een sleutelrol in de productie van de eerste atoombommen. Op militair gebied namen Congolese troepen van de Force Publique deel aan de Oost-Afrikaanse campagne naast Britse eenheden. Een Congolese medische eenheid werd ingezet op Madagaskar en in de Birma-campagne. Bovendien fungeerden Congolese eenheden als garnizoenssoldaten in strategische gebieden zoals Egypte, Nigeria en Palestina.

### Postkoloniale periode

##### Congocrisis (1960-1965)
De Congocrisis was een periode van politieke onrust en conflict tussen 1960 en 1965 in de Congo-Leopoldstad. De crisis begon vrijwel onmiddellijk nadat Congo onafhankelijk werd van België en eindigde, officieus, met het hele land onder de heerschappij van Joseph-Désiré Mobutu. De Congocrisis bestond uit een reeks burgeroorlogen en was tevens een proxyconflict in de Koude Oorlog, waarbij de Sovjet-Unie en de Verenigde Staten verschillende facties steunden. Naar schatting zijn ongeveer 100.000 mensen gedurende de crisis omgekomen.

##### Shaba-invasies (1977-1978)
De Shaba-invasies, ook bekend als de Shaba I en Shaba II invasies, waren gewapende conflicten die plaatsvonden in de provincie Shaba in Zaïre in 1977 en 1978. De invasies werden geleid door het Congolees Nationaal Bevrijdingsfront (FNLC), dat probeerde het regime van president Mobutu Sese Seko omver te werpen. De eerste invasie begon op 7 maart 1977, toen ongeveer 1.500 FNLC-leden de provincie binnenvielen vanuit het oosten van Angola. Hoewel de FNLC er niet in slaagde om Kolwezi, het economische hart van Zaïre, te veroveren, veroorzaakte de invasie aanzienlijke schade en leidde tot een hevige strijd met de Zaïrese strijdkrachten. De tweede invasie volgde in 1978, waarbij de FNLC Kolwezi veroverde voordat ze werden teruggedrongen door een gezamenlijke militaire interventie van Zaïre, Frankrijk, België en de Verenigde Staten. De invasies in Shaba hadden verstrekkende gevolgen voor de binnenlandse en internationale politiek van de regio en leidden uiteindelijk tot diplomatieke onderhandelingen en een vredesakkoord tussen Zaïre en Angola. Deze gebeurtenissen markeren een belangrijk hoofdstuk in de geschiedenis van de regio en hebben blijvende implicaties gehad voor de geopolitiek van Centraal-Afrika.

##### Belgisch-Zaïrees conflict (1988-1989)
Het Belgisch-Zaïrese conflict van 1988-1989 ontstond door geschillen over schulden en de gekrenkte waardigheid van Zaïre, wat leidde tot een open conflict tussen beide landen. Zaïre nam maatregelen om het conflict te benadrukken, zoals het stopzetten van Sabena vluchten en het verplaatsen van de zetel van Air Zaïre van Brussel naar Parijs. Daarnaast werden belangrijke verdragen opgezegd en de schuldaflossing aan België gestopt. Onderhandelingen tussen België en Zaïre, ondernomen door Leo Tindemans en later bemiddeld door koning Hassan II van Marokko, resulteerden in een akkoord op 15 juli 1989 in Parijs. Hierbij werd een deel van de schulden kwijtgescholden en werd een gezamenlijk beheerd fonds opgericht voor ontwikkelingsprojecten.
Dit akkoord leidde tot een tijdelijke normalisering van de relaties tussen België en Zaïre. Echter, een jaar later brak opnieuw een crisis uit toen president Mobutu van Zaïre een studentenrevolte in Lubumbashi gewelddadig werd onderdrukt. Hoewel Zaïre beweerde dat er slechts één slachtoffer was, rapporteerde de Verenigde Naties tientallen doden. Belgische functionarissen, onder leiding van minister van Buitenlandse Zaken Mark Eyskens, benadrukten het belang van de mensenrechtenclausule uit het eerdere akkoord. Uiteindelijk verbrak Zaïre unilateraal de diplomatieke betrekkingen met België.

##### Eerste Congolese Burgeroorlog (1996-1997)
De Eerste Congolese Burgeroorlog was een combinatie van een burgeroorlog en een internationaal militair conflict dat zich hoofdzakelijk afspeelde in Zaïre. De impact van het conflict strekte zich uit naar naburige landen zoals Soedan en Oeganda. Het hoogtepunt van de crisis werd bereikt toen buitenlandse troepen intervenieerden en de zittende Zaïrese president, Mobutu Sese Seko, werd vervangen door Laurent-Désiré Kabila, de leider van de rebellen. De regering onder leiding van Kabila bleek echter instabiel en kwam al snel in conflict met vroegere bondgenoten, wat uiteindelijk de weg vrijmaakte voor de Tweede Congolese Burgeroorlog die plaatsvond tussen 1998 en 2003.

##### Tweede Congolese Burgeroorlog (1998-2003)
De Tweede Congolese Burgeroorlog ving aan in augustus 1998, iets meer dan een jaar na de Eerste Congolese Burgeroorlog. Deze nieuwe oorlog raakte verstrikt in vergelijkbare problematieken als zijn voorganger. Na verloop van tijd werden strijdende partijen uit verschillende hoeken van het Afrikaanse continent erbij betrokken. De oorlog werd officieel tot een einde gebracht in juli 2003, toen de Overgangsregering van de Democratische Republiek Congo aan de macht kwam. Ondanks de ondertekening van een vredesakkoord in 2002, bleef het geweld zich voorzetten in talrijke regio's van het land, met name in het oosten. Vijandelijkheden blijven voortduren, zoals bij de aanhoudende rebellie van het Verzetsleger van de Heer en de conflicten in de regio's Kivu en Ituri. Gedurende de oorlog raakten negen Afrikaanse landen en ongeveer vijfentwintig gewapende groeperingen betrokken bij het conflict.

##### Ituri-conflict (1999-2003)
Bij dit etnisch conflict tussen de Lendu en de Hema kwamen meer dan 50.000 mensen om het leven, en werden meer dan 500.000 mensen op de vlucht gedreven. In 2003 werd de Frans-Europese militaire missie EUFOR Artemis naar het gebied gestuurd om tussenbeide te komen.

##### Rebellie van Nkunda (2004-2009)
Reeds na het einde van de Tweede Congolese Burgeroorlog begon Nkunda een rebellie tegen de regering van Joseph Kabila. In augustus 2008 ontstond er een conflict in Kivu rond 'generaal' Laurent Nkunda, rebellenleider van het Congrès national pour la défense du peuple (CNDP). Hij wilde oorspronkelijk de Tutsi's, en later de volledige Congolese bevolking beschermen tegen de volgens hem corrupte overheid. Om zijn bewering duidelijk te maken trok hij met zijn rebellenleger op naar Goma, hoofdstad van Noord-Kivu, overmeesterde hij de stad en hield er enkele dagen stand. Het Congolese leger, FARDC, dat over bijzonder weinig middelen beschikt, kon geen weerstand bieden tegen zijn getrainde entourage. Op 22 januari 2009 werd een eind gemaakt aan de rol van het CNDP. Nadat de partij reeds verzwakt was door een afscheuring van enkele kopstukken, werd ook de leider, Laurent Nkunda, opgepakt in Rwanda.
In december 2008 waren Congo en Rwanda, met andere woorden Kabila en Kagame, overeengekomen om samen in Oost-Congo jacht te maken op de Rwandese Hutu-rebellen. Ook deze rebellen zaaiden onrust in Oost-Congo, door verkrachtingen, plunderingen en moorden. Volgens experts was dit een tactische zet van Rwanda, aangezien zijn reputatie een ferme deuk had gekregen na het VN-rapport van december 2008. Daarin stond immers te lezen dat Rwanda directe steun verleend had aan Laurent Nkunda en zijn leger. Door nu samen te werken met Congo konden de plooien ietwat gladgestreken worden. De beide regeringslegers hebben gedurende een korte periode jacht gemaakt op de rebellen. Deze actie was echter zonder al te veel resultaat. Slechts 20% van de Huturebellen vluchtten, anderen verscholen zich in de wouden. De bevolking had sterk te lijden onder de gevechten.

##### Opstanden van Huturebellen (1994-2010)
Na de Rwandese Genocide groepeerden uit Rwanda gevluchte Huturebellen zich in 2000 tot een rebellenbeweging, aanvankelijk met steun van de regering in Kinshasa, maar later tegen de regering.

##### Maï-Maï – Kata Katanga (2011-2013)
Een nieuwe, dreigende secessie van Katanga begon met een opstand in 2011, onder leiding van Gédéon Kyungu Mutanga. Vanaf 2013 luwde het geweld. In 2015 werd de militie omgevormd tot een politieke beweging, en in oktober 2016 werd de beweging ontwapend.

##### M23 en aanverwante groepen (2012-heden)
In 2012 ontstond, deels vanuit het Congrès National pour la Défense du Peuple (CNDP), een rebellie die zich “Mouvement du 23-Mars” noemde, en mogelijk onder leiding stond van de internationaal gezochte Bosco Ntaganda. De groep verzwakte door grote onenigheid in 2013, maar zou in 2022 toch weer de kop hebben opgestoken.
In oktober 2024 maakte het Internationaal Strafhof bekend eerdere onderzoeken naar misdaden tegen de menselijkheid en oorlogsmisdaden in Oost-Congo te willen heropstarten: “Wat we tot nu toe gedaan hebben is ontoereikend. Hoewel deze onderzoeken nooit officieel afgesloten werden, waren we niet meer echt actief in Congo.”

##### Andere conflicten
Nog andere conflicten teisterden het land:
- 2004-2007: Rasta-militie teistert delen van Oost-Congo[35]
- 2009: conflict rond de stad Dongo aan de Ubangi-rivier in Noordwest-Congo[36]
- 2013: een opstand in Noord-Katanga, van de Twa, een traditioneel pygmeeënvolk dat vaak werd onderdrukt en uitgebuit.
- 2016: Kamwina Nsapu-rebellie in de Kasaï[37][38]

Het land gaat ook gebukt onder herhaaldelijke muiterijen in het leger, dat lijdt onder een chronisch gebrek aan uitrusting en discipline.

### Rol van de Verenigde Naties
De Verenigde Naties speelden meermaals een beslissende rol in de recente Congolese geschiedenis. Na een eerdere missie in 1960-1964 (ONUC) werd in 1999 besloten tot de VN-vredesmissies van MONUSCO (aanvankelijk MONUC). Mede in samenwerking met het Congolese leger werd ingegrepen om de vrede te herstellen en democratische verkiezingen mogelijk te maken. De missie werd echter verweten niet effectief te zijn tussengekomen om ernstige misdaden door rebellenbewegingen te verhinderen, en in juli 2022 kwam het tot bloedige protesten tegen MONUSCO. In een toespraak tot de Algemene Vergadering van de VN vroeg de Congolese president Tshisekedi om een versnelde terugtrekking van Monusco, dat “er niet in geslaagd is de opstanden en gewapende conflicten het hoofd te bieden, noch de burgerbevolking te beschermen”.
In 2008-2009 werkte een onderzoeksteam van tientallen Congolese en internationale mensenrechtenexperts in opdracht van de VN aan een diepgaand rapport over de zwaarste schendingen van de mensenrechten in Congo. Het DRC Mapping Exercise Report documenteerde in detail een aanzienlijk aantal moordpartijen, verkrachtingen en andere misdaden tegen de menselijkheid in de periode 1993-2003, bedreven door milities en militairen van Congolese, Rwandese, Burundese en Oegandese origine. Het rapport werd in 2009 voorgelegd aan Navanethem Pillay, toen Hoge Commissaris voor de Mensenrechten. 
Een ontwerp van het eindrapport werd op 26 augustus 2010 gelekt naar de Franse krant Le Monde, wat tot hevige controverses leidde omdat Rwandese militairen en hun lokale bondgenoten mogelijk genocide hadden gepleegd tegen etnische Hutu burgers die het land ontvluchtten uit angst voor represailles.
De documentaire L'Empire du Silence van Thierry Michel illustreert de episode. Een ouder, maar nog ruimer overzicht biedt de documentaire The Congo Tribunal van Milo Rau uit 2015.

### Seksueel geweld in Oost-Congo
Seksueel geweld is in recente conflicten een steeds vaker voorkomende ramp voor de burgerbevolking, en meestal, maar niet alleen, voor de vrouwen. Tijdens de vele conflicten verwierf vooral Oost-Congo, en meer bepaald Butembo, de trieste eer het verkrachtingscentrum van de wereld genoemd te worden.
Humanitaire werkers die het leed helpen verlichten, zoals dokter Denis Mukwege, ontvangen steun en waardering uit het buitenland, maar worden in eigen land tegengewerkt en lopen er zelfs gevaar voor eigen leven.

## Geografie

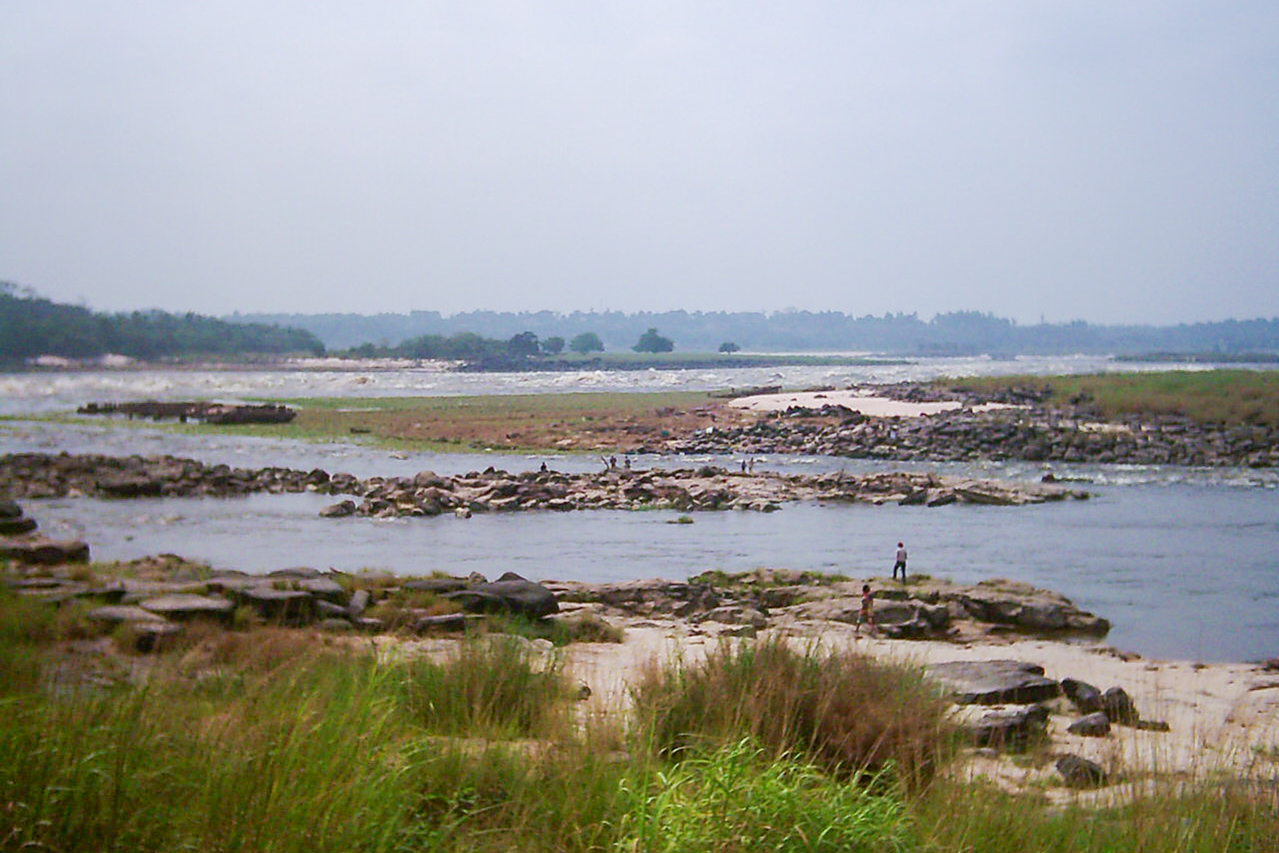
Livingstonewatervallen dicht bij Kinshasa

Congo ligt in het centraal westelijk deel van Sub-Saharisch Afrika. Het wordt doorsneden door de evenaar: een derde ligt ten noorden van de evenaar en twee derden ten zuiden. Er zijn veel tropische oerwouden aanwezig met een grote planten- en dierenpopulatie. In wijzerzin vanaf het westen grenst het aan Angola, Congo-Brazzaville, de Centraal-Afrikaanse Republiek, Zuid-Soedan, Oeganda, Rwanda, Burundi, Tanzania, het Tanganyikameer en Zambia. Het land heeft tevens een klein stukje kuststrook.
Congo omvat het grootste deel van het stroomgebied van de rivier de Kongo, dat bijna een miljoen vierkante kilometer bestrijkt en waarbinnen de Livingstonewatervallen zich bevinden. De hoogste berg van het land is Mount Stanley, die 5.109 meter hoog is.

### Belangrijke steden
Tussen haakjes staan de Nederlandstalige namen uit de Belgische koloniale periode.
| - Bandundu (Banningstad) - Baraka - Boma - Bukavu (Costermanstad) - Bumba - Bunia - Butembo - Gemena - Goma - Ilebo (Port-Francqui) - Isiro (Paulis) - Kabinda - Kalemie (Albertstad) - Kamina - Kananga (Luluaburg) | - Kikwit - Kindu - Kinshasa (Leopoldstad) - Kisangani (Stanleystad) - Kolwezi - Likasi (Jadotstad) - Lubumbashi (Elisabethstad) - Matadi - Mbandaka (Coquilhatstad) - Mbanza-Ngungu (Thysstad) - Moba (Boudewijnstad) - Mbuji-Mayi (Bakwanga) - Mwene-Ditu - Tshikapa - Uvira |

### Meren en rivieren
- Grootste meer (in oppervlakte en volume) én het meer met de meeste vissen: Tanganyikameer
- Andere grote meren: het Albertmeer, het Edwardmeer en het Kivumeer. Deze meren bevinden zich allemaal aan de oostgrens van Congo-Kinshasa.
- het land telt meer dan 100 rivieren, die bijna alle behoren tot het bekken van de Kongostroom.

### Vegetatie
In Congo-Kinshasa komen er drie soorten vegetatie voor:
- Bossavanne
- Grassavanne
- Tropisch regenwoud, meer bepaald in de Congolese regenwouden

### Natuurgebieden
Het land omvatte in 2022 een vijftigtal beschermde natuurgebieden, waaronder het wereldberoemde Nationaal Park Virunga en het Okapiwildpark. Het Congolees Instituut voor Natuurbehoud is de officiële Congolese instantie voor natuurbehoud.

## Bestuurlijke indeling

### Na juni 2015
In 2006 werd een wet aangenomen waardoor de indeling werd gewijzigd naar 25 provincies en 1 stadsprovincie. Deze indeling is sinds juni 2015 actief. Het is eveneens de indeling die voor een administratieve fusie die in 1966 werd doorgevoerd van kracht was. De provincies zijn ingedeeld in gemeenten (commune), steden (ville) en territoria (territoire). De territoria zijn verder ingedeeld in hoofdmanschappen (chefferie) en sectoren (secteur).

Huidige provincies (het nummer komt overeen met de lijst)

| N°  | Huidige provincie         | Oppervlakte (km²) | Hoofdstad  | Voormalige provincie |
| --- | ------------------------- | ----------------- | ---------- | -------------------- |
| 1.  | Kinshasa (stadsprovincie) | 9965              | Kinshasa   | Kinshasa             |
| 2.  | Centraal-Kongo            | 53920             | Matadi     | Neder-Congo          |
| 3.  | Kwango                    | 89974             | Kenge      | Bandundu             |
| 4.  | Kwilu                     | 78219             | Kikwit     | Bandundu             |
| 5.  | Mai-Ndombe                | 127465            | Inongo     | Bandundu             |
| 6.  | Kasaï                     | 95631             | Luebo      | West-Kasaï           |
| 7.  | Centraal-Kasaï            | 60958             | Kananga    | West-Kasaï           |
| 8.  | Oost-Kasaï                | 9481              | Mbuji-Mayi | Oost-Kasaï           |
| 9.  | Lomami                    | 56426             | Kabinda    | Oost-Kasaï           |
| 10. | Sankuru                   | 104331            | Lodja      | Oost-Kasaï           |
| 11. | Maniema                   | 132520            | Kindu      | Maniema              |
| 12. | Zuid-Kivu                 | 65070             | Bukavu     | Zuid-Kivu            |
| 13. | Noord-Kivu                | 59483             | Goma       | Noord-Kivu           |
| 14. | Ituri                     | 65658             | Bunia      | Orientale            |
| 15. | Opper-Uele                | 89683             | Isiro      | Orientale            |
| 16. | Tshopo                    | 199567            | Kisangani  | Orientale            |
| 17. | Neder-Uele                | 148331            | Buta       | Orientale            |
| 18. | Noord-Ubangi              | 56644             | Gbadolite  | Evenaarsprovincie    |
| 19. | Mongala                   | 58141             | Lisala     | Evenaarsprovincie    |
| 20. | Zuid-Ubangi               | 51648             | Gemena     | Evenaarsprovincie    |
| 21. | Evenaarsprovincie         | 103902            | Mbandaka   | Evenaarsprovincie    |
| 22. | Tshuapa                   | 132957            | Boende     | Evenaarsprovincie    |
| 23. | Tanganyika                | 134940            | Kalemie    | Katanga              |
| 24. | Opper-Lomami              | 108204            | Kamina     | Katanga              |
| 25. | Lualaba                   | 121308            | Kolwezi    | Katanga              |
| 26. | Opper-Katanga             | 132425            | Lubumbashi | Katanga              |

Opmerking: de steden in het vet zijn ook hoofdsteden van de vroegere provincies. Bandundu is de enige stad die haar status als provinciehoofdstad verloren is na de herindeling.

### Voor juni 2015
Van 1967 tot juni 2015 was het land onderverdeeld in tien provincies (provinces) en 1 stadsprovincie (ville), de hoofdstad Kinshasa.
- Bandundu
- Neder-Congo
- Evenaarsprovincie
- West-Kasaï
- Oost-Kasaï
- Katanga
- Kinshasa
- Maniema
- Noord-Kivu
- Orientale
- Zuid-Kivu

## Politiek
Tot 1992 was Congo een eenpartijstaat met de Mouvement populaire de la Révolution (MPR, de partij van Mobutu) als enige toegestane partij. Alhoewel daarna, onder toenemende druk van binnen- en buitenland, op papier een meerpartijenstelsel werd ingevoerd, bleef de MPR tot de val van Mobutu in 1997 de dominerende partij.
Na de machtsovername van Laurent-Désiré Kabila verkreeg de AFDL (Alliance des Forces Démocratiques pour la Libération du Congo; Alliantie van de Democratische Krachten voor de Bevrijding van Congo) een bevoorrechte positie. Al snel echter leidde onenigheid binnen de partijen in de Alliantie tot een nieuwe burgeroorlog. Kabila werd op 16 januari 2001 doodgeschoten door een van zijn lijfwachten. Zijn zoon Joseph werd naar voren geschoven als de nieuwe president van het land. De nieuwe president zette in op besprekingen met de verschillende strijdende partijen en de internationale gemeenschap. Dit leidde in december 2002, na bemiddeling van België en Zuid-Afrika tot een vredesakkoord en het vormen van een overgangsregering onder leiding van Joseph Kabila, waar ook de andere strijdende partijen en leden van de oppositie plaatsnamen.
Het parlementaire stelsel werd in 2006 in ere hersteld. Het parlement bestaat uit twee Kamers: de Nationale Vergadering (Assemblée nationale) met 500 zetels en de Senaat (Sénat) met 109 zetels. In beide Kamers van het parlement domineert het Front commun pour le Congo (FCC) van oud-president Kabila.

## Demografie

### Religie
Meer dan 80% van de bevolking is christen, waarvan 50% rooms-katholiek, 30% protestants waarvan 3 miljoen leden de Nieuw Apostolische Kerk aanhangen.
17% behoort tot de diverse inheemse kerkgenootschappen, waaronder de Kimbanguïstische Kerk (circa 5 miljoen leden). Onder president Mobutu Sese Seko waren de betrekkingen in de jaren zeventig en jaren tachtig tussen de diverse kerkgenootschappen enerzijds en de staat anderzijds gespannen. De katholieke aartsbisschop van Kinshasa Joseph Malula moest in de jaren 70 in ballingschap gaan vanwege zijn kritiek op het regime. In 1973 werden onafhankelijke kerkelijke dagbladen verboden en moesten de protestantse kerken zich verplicht aaneensluiten. In 1990 werden de beperkingen rond de kerk en religie opgeheven en sindsdien genoot de bevolking godsdienstvrijheid. Desondanks bleven de kerken ageren tegen het ondemocratisch karakter van het regime en de schendingen van de mensenrechten. Bij de verkiezingen van 30 december 2018 wist de Kerk zo’n 40.000 vrijwillige waarnemers te mobiliseren, om onregelmatigheden vast te stellen. Hun conclusies, die tegen het regime ingingen, versterkten het moreel gezag van de Kerk in het land.
Naast de officieel erkende kerken zijn er nog diverse niet-geregistreerde kerkgenootschappen. En behalve de christenen zijn er ook moslims in Congo. Zij beslaan 10% van de bevolking.
Daarnaast zijn er nog bahais en aanhangers van inheemse religies.

### Volksgezondheid
Het land, en vooral de oostelijke provincie Zuid-Kivu, werden meermaals geplaagd door uitbraken van  mpox. De uitbraak van 2024 bracht uiteindelijk de Wereldgezondheidsorganisatie (WHO) ertoe op 14 augustus 2024 een gezondheidsnoodsituatie van internationaal belang uit te roepen. Gezondheidsautoriteiten in de DRC verleenden einde juni 2024 een noodvergunning voor twee pokkenvaccins. Het zou gaan om Jynneos van Bavarian Nordic (BAVA.CO), en LC16 van KM Biologics.

## Economie
Hoewel het land rijk is aan mineralen en ertsen, blijft de landbouw de belangrijkste economische activiteit. De economie had en heeft zwaar te lijden onder corruptie, inefficiënt en niet-transparant bestuur, en de burgeroorlogen die het land teisterden. Een belangrijk deel van de economische activiteiten verloopt noodgedwongen in de informele sector, met name in de mijnbouw en de landbouw. Die activiteiten zijn dan ook niet terug te vinden in officiële statistieken, zoals het bruto nationaal product (BNP).
Corruptie en nepotisme zijn courant en verarmen de samenleving. De levenskwaliteit van de gemiddelde Kongolees is thans slechter dan voor de onafhankelijkheid in 1960. Dit is de economische balans van 58 jaar onafhankelijkheid onder dictators als Mobutu en de clan Kabila.

### Conjunctuur
Na een forse groei in 2013-2014, vanwege de gestegen grondstoffenprijzen, viel het BNP tegen 2016 opnieuw sterk terug door een combinatie van prijsdalingen en afgenomen vraag op de grondstoffenmarkt. Vanaf 2017 is een schuchter herstel ingetreden.

### Land- en bosbouw
Naar schatting leeft nog steeds ongeveer twee derde van de bevolking op het platteland, grotendeels afhankelijk van landbouwproducten zoals banaan, mais, cassave (maniok), aardnoot en rijst. Bij de handelsgewassen gaat het vooral om koffie, cacao, suiker, thee, katoen, rubber, Palmolieproducten en quinquina, een bittere alcoholische drank met kinine.
De bosbouw levert vele tropische houtsoorten op, zoals afromosia, ebbenhout, wengé, iroko, sapeli en verschillende soorten mahonie, voornamelijk voor de export. Een groot deel van de kap gebeurt echter illegaal, met vaak rampzalige gevolgen voor de ecologie en met bloedige regionale conflicten tot gevolg. Voor een meer ecologische toekomst wordt gewerkt aan de bamboeproductie.
De veeteelt is nog grotendeels kleinschalig, met beperkte aantallen runderen, geiten, schapen en kippen. De veestapel is flink uitgedund door plunderingen als gevolg van de burgeroorlogen. Veel plattelandsbewoners en vluchtelingen zijn uit noodzaak overgegaan tot het bejagen en verhandelen van wilde dieren (Bushmeat).
De visserij heeft een enorm potentieel, met de machtige en biologisch rijke rivier de Kongo en de Grote Meren. Maar ook hier hebben de burgeroorlogen de prille commerciële visserij verlamd, en wordt het visbestand bedreigd door overbevissing, pesticiden en illegale vismethodes.
Onder meer de Voedsel- en Landbouworganisatie (FAO) werkt aan een ontwikkelingsprogramma voor de landbouw, zowel voor de eigen voedselvoorziening als voor het economisch belang ervan.

### Mijnbouw

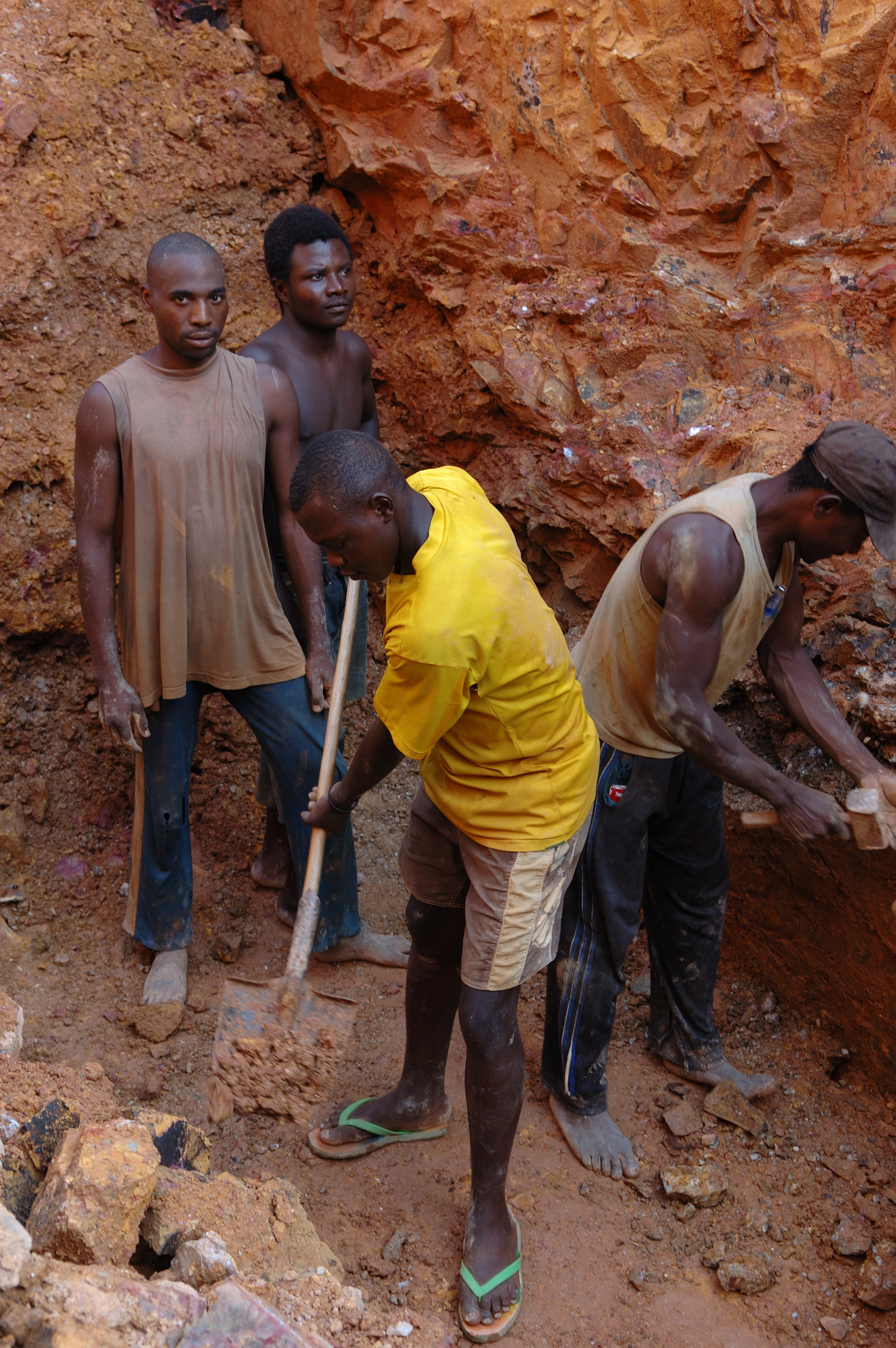
Artisanale mijnbouw door "creuseurs"

De bodemrijkdommen van het land zijn overvloedig, met aanzienlijke reserves van ertsen zoals koper, kobalt, nikkel, coltan, goud en diamant. De mijnbouw is vrijwel uitsluitend op de export ingesteld, waarbij koper en kobalt samen 80 percent van de exportinkomsten opleveren. De ertsen worden vooral aangetroffen in het oosten en het zuiden van het land.
De mijnexploitatie in het algemeen is echter onzeker vanwege de instabiele politieke situatie en de onveiligheid. Daardoor is een aanzienlijk deel van de ertsen illegaal naar het buitenland geëxporteerd. De mijnbouw is ook erg ongelijk georganiseerd, met enerzijds grote industriële mijninstallaties, en anderzijds een belangrijke sector van artisanale mijnbouw, de zogenoemde creuseurs (Frans voor “gravers”), die vaak in schrijnende omstandigheden moeten werken.
De industriële mijnbouw was in het verleden grotendeels in handen van staatsbedrijf Gécamines, maar verloopt in de 21e eeuw vaak via joint ventures met multinationals.
Een van de grootste mijnexploitaties is de Tenke Fungurume-mijn in de provincie Lualaba, uitgebaat door de Amerikaanse mijnreus Freeport-McMoRan, later door China Molybdenum. Verder is er samenwerking met het Zwitserse Glencore (koper in Katanga), met het Britse Randgold (goud, Kibalimijn), met de Chinese groepen MMG (koper, Kinsevere, Katanga) en Zijin Mining (koper, Kolwezi, Katanga). Voorts zijn er mijnbouwprojecten, onder meer van het Canadese Ivanhoe Mines.
De gesloten mijncontracten komen niet integer over, met name rond de tussenkomst van zakenlui zoals de Israëliër Dan Gertler of de Belg George Forrest. Volgens het NGO-platform Le Congo n’est pas à vendre (CNPAV) zou Congo tussen 2003 en 2021 minstens 1,95 miljard dollar zijn misgelopen door de deals tussen de staat en zakenman Dan Gertler, die nauwe banden heeft met Kabila en opereerde als tussenpersoon voor internationale mijnbedrijven. Bij de deals was ook de Afrikaanse bank BGFIBank betrokken, zoals bleek uit de Congo Hold-up-revelaties. Ook de NGO Resource matters publiceerde onderzoek in dit verband.
Wel is er in deze sector enigszins vooruitgang geboekt op het stuk van transparantie: verreweg de meeste mijnbouwcontracten van de staat liggen in principe ter inzage, nu de regering is toegetreden tot het Extractive Industries Transparency Initiative. Op 9 maart 2018 trad een nieuwe belastingwet voor de mijnbouw in voege, die een basisheffing van minstens 10 procent voorziet, een verdubbeling van het huidige tarief.

### Transport

Het spoorwegnet sluit aan op het rivierennet.

Door de enorme afstanden en het moeilijke terrein is het transport in Congo vaak zeer moeilijk. Het zware vervoer steunt in principe op een elkaar aanvullend net: de Kongo met bijrivieren van west naar oost, en een spoorwegnet van (zuid)oost naar west. Het spoorwegnet, in handen van de Société Nationale des Chemins de fer du Congo (SNCC), werd echter lang verwaarloosd. Alleen tussen Matadi en Kinshasa loopt een functionerende spoorlijn. Elders zijn ook spoorlijnen, maar die zijn vaak niet operationeel, of rijden alleen voor vracht zonder dienstregeling.
Congo heeft officieel een wegennet van circa 150.000 kilometer lang, maar daarvan is slechts 2.250 kilometer verhard. Niet-verharde wegen zijn vaak onberijdbaar, zeker in het regenseizoen. Privaat verkeer komt buiten de grote steden vrijwel niet voor, en de brandstofdistributie is vaak verstoord. De bestaande infrastructuur is voornamelijk nog tijdens de periode van Belgisch-Congo aangelegd, en daar is weinig van overgebleven. De belangrijkste verharde link loopt van Kinshasa naar Lubumbashi, die met Chinese hulp geleidelijk geasfalteerd wordt.

## Energievoorziening
In 2014 produceerde het land 28 miljoen ton olie-equivalent (Mtoe), 93% biobrandstof en afval. (1 Mtoe = 11,63 TWh, miljard kilowattuur). Dat was bijna genoeg voor de energievoorziening, het TPES (total primary energy supply): 29 Mtoe. Het land importeerde 0,8 Mtoe olie meer dan het exporteerde.
Van de energie ging ongeveer 7 Mtoe verloren bij conversie. Voor eindgebruikers resteerde 22 Mtoe waarvan 0,7 Mtoe = 8 TWh elektriciteit die geheel met waterkracht opgewekt werd.
De uitstoot van kooldioxide was 4,7 megaton, dat is 0,06 ton per persoon, bijna niets vergeleken met het wereldgemiddelde 4,5 ton per persoon.
Het land beschikt ook over een groot potentieel vermogen via waterkrachtcentrales, onder meer op de Ingadam, hoewel de uitvoering te lijden heeft onder wankel bestuur.